# Premio PEN/Faulkner per la narrativa
Il Premio PEN/Faulkner per la narrativa (PEN/Faulkner Award for Fiction) è un premio letterario assegnato annualmente dalla PEN/Faulkner Foundation alla miglior opera di narrativa di uno scrittore statunitense. È uno dei tre maggiori premi nazionali statunitensi per la narrativa, accanto al Premio Pulitzer e al National Book Award.
Fondato nel 1980 dalla scrittrice Mary Lee Settle, vincitrice del National Book Award, e assegnato per la prima volta nel 1981, è affiliato all'associazione internazionale di scrittori PEN ed è intitolato a William Faulkner, che utilizzò il denaro del suo Nobel per la letteratura, vinto nel 1949, per creare un premio per giovani scrittori.
Il vincitore riceve la somma di 15 000 dollari, ognuno degli altri quattro finalisti 5 000 dollari. Tutti e cinque gli autori leggono brani dei loro lavori alla cerimonia di premiazione che si tiene nel mese di maggio alla Folger Shakespeare Library, al 201 di East Capitol Street a Washington.

## Albo d'oro
I vincitori sono indicati in grassetto, a seguire i finalisti.

### Anni 1981-1989
- 1981: Come è tedesco (How German Is It) di Walter Abish
  - Il passaggio di Venere (The Transit of Venus) di Shirley Hazzard
  - The Second Coming di Walker Percy
  - Aberration of Starlight di Gilbert Sorrentino
  - Una banda di idioti (A Confederacy of Dunces) di John Kennedy Toole
- 1982: The Chaneysville Incident di David Bradley
  - Sixty Stories di Donald Barthelme
  - Take Me Back di Richard Bausch
  - Ellis Island and Other Stories di Mark Helprin
  - Housekeeping di Marilynne Robinson
  - Una bandiera all'alba (A Flag for Sunrise) di Robert Stone
- 1983: Seaview di Toby Olson
  - Grace Abounding di Maureen Howard
  - Shiloh and Other Stories di Bobbie Ann Mason
  - Il processo di San Cristobal (The Portage to San Cristobal of A.H.) di George Steiner
  - Ristorante nostalgia (Dinner at the Homesick Restaurant) di Anne Tyler
  - Birthplace di William S. Wilson
- 1984: Sent for You Yesterday di John Edgar Wideman
  - The Assassination of Jesse James by the Coward Robert Ford di Ron Hansen
  - Ironweed di William Kennedy
  - At the Bottom of the River di Jamaica Kincaid
  - The Stories di Bernard Malamud
  - La galassia cannibale (The Cannibal Galaxy) di Cynthia Ozick
- 1985: Il colpevole (The Barracks Thief) di Tobias Wolff
  - Le pietre di Ibarra (Stones for Ibarra) di Harriet Doerr
  - The Dixie Association di Donald Hays
  - Ballo di famiglia (Family Dancing) di David Leavitt
  - On Glory's Courses di James Purdy
- 1986: The Old Forest di Peter Taylor
  - Gotico americano (Carpenter's Gothic) di William Gaddis
  - Un volo di colombe (Lonesome Dove) di Larry McMurtry
  - L'albero della vita (The Tree of Life) di Hugh Nissenson
  - The Christmas Wife di Helen Norris
  - Più tardi nel pomeriggio (Later the Same Day) di Grace Paley
- 1987: Soldiers in Hiding di Richard Wiley
  - The Sportswriter di Richard Ford
  - L'apprendista stregone (The Sorcerer's Apprentice) di Charles Johnson
  - Collaborators di Janet Kauffman
  - Expensive Habits di Maureen Howard
- 1988: World's End di T. Coraghessan Boyle
  - Spirits di Richard Bausch
  - Quella notte (That Night) di Alice McDermott
  - Il messia di Stoccolma (The Messiah of Stockholm) di Cynthia Ozick
  - Il tango degli innocenti (Imagining Argentina) di Lawrence Thornton
- 1989: Dusk di James Salter
  - Vanished di Mary McGarry Morris
  - The Corner of Rife and Pacific di Thomas Savage
  - La morte di Matusalemme (The Death of Methuselah) di Isaac Bashevis Singer

### Anni 1990-1999
- 1990: Billy Bathgate di E. L. Doctorow
  - Tormenta (Affliction) di Russell Banks
  - The Jump-Off Creek di Molly Gloss
  - On the Island di Josephine Jacobsen
  - Via da Brooklyn (Leaving Brooklyn) di Lynne Sharon Schwartz
- 1991: Philadelphia Fire di John Edgar Wideman
  - La musica del caso (The Music of Chance) di Paul Auster
  - A Gentleman's Guide to the Frontier di Joanne Meschery
  - The Barnum Museum di Steven Millhauser
  - Egon (Arrogance) di Joanna Scott
- 1992: Mao II di Don DeLillo
  - Frog di Stephen Dixon
  - Extraordinary People di Paul Gervais
  - White People di Allan Gurganus
  - The Almanac Branch di Bradford Morrow
- 1993: Cartoline (Postcards) di E. Annie Proulx
  - I cento figli del drago (A Good Scent from a Strange Mountain) di Robert Olen Butler
  - La lunga notte delle piume bianche (The Long Night of White Chickens) di Francisco Goldman
  - Natural History di Maureen Howard
  - Talking to the Dead di Sylvia Watanabe
- 1994: Operazione Shylock: una confessione (Operation Shylock. A Confession) di Philip Roth
  - La stanza di Van Gogh ad Arles (Van Gogh's Room at Arles) di Stanley Elkin
  - The Magic of Blood di Dagoberto Gilb
  - Ossa (Bone) di Fae Myenne Ng
  - Not Where I Started From di Kate Wheeler
- 1995: La neve cade sui cedri (Snow Falling on Cedars) di David Guterson
  - The Children in the Woods di Frederick Busch
  - Come pietre nel fiume (Stones from the River) di Ursula Hegi
  - Per cosa ho vissuto (What I Lived For) di Joyce Carol Oates
  - Various Antidotes di Joanna Scott
- 1996: Il giorno dell'Indipendenza (Independence Day) di Richard Ford
  - Quando le anime si sollevano (All Souls' Rising) di Madison Smartt Bell
  - The Tunnel di William Gass
  - When the World Was Steady di Claire Messud
  - The Good Negress di J. Verdelle
- 1997: Donne nei loro letti (Women in Their Beds) di Gina Berriault
  - St. Burl's Obituary di Daniel Akst
  - The Book of Mercy di Kathleen Cambor
  - Atticus di Ron Hansen
  - Autobiografia di mia madre (The Autobiography of My Mother) di Jamaica Kincaid
- 1998: The Bear Comes Home di Rafi Zabor
  - I cento fratelli (The Hundred Brothers) di Donald Antrim
  - The Mercy Seat di Rilla Askew
  - Because They Wanted To di Mary Gaitskill
  - L'equipaggio dimenticato (The Ordinary Seaman) di Francisco Goldman
- 1999: Le ore (The Hours) di Michael Cunningham
  - Cloudsplitter di Russell Banks
  - Gli occhi negli alberi (The Poisonwood Bible) di Barbara Kingsolver
  - Starting Out in the Evening di Brian Morton
  - The Doctor Stories di Richard Selzer

### Anni 2000-2009
- 2000: L'attesa (Waiting) di Ha Jin
  - The Night Inspector di Frederick Busch
  - Plutonio 239 e altre fantasie russe (PU-239 and Other Russian Fantasies) di Ken Kalfus
  - Amy e Isabelle (Amy and Isabelle) di Elizabeth Strout
  - Siam di Lily Tuck
- 2001: La macchia umana (The Human Stain) di Philip Roth
  - Le fantastiche avventure di Kavalier e Clay (The Amazing Adventures of Kavalier & Clay) di Michael Chabon
  - Harry Gold di Millicent Dillon
  - The Name of the World di Denis Johnson
  - Off Keck Road di Mona Simpson
- 2002: Belcanto (Bel Canto) di Ann Patchett
  - Sister Noon di Karen Joy Fowler
  - Le correzioni (The Corrections) di Jonathan Franzen
  - The Hunters di Claire Messud
  - La morte di Vishnu (The Death of Vishnu) di Manil Suri
- 2003: The Caprices di Sabina Murray
  - Quella sera dorata (The City of Your Final Destination) di Peter Cameron
  - Roscoe di William Kennedy
  - The Ecstatic di Victor LaValle
  - Little Casino di Gilbert Sorrentino
- 2004: The Early Stories di John Updike
  - Elroy Nights di Frederick Barthelme
  - Bere caffè da un'altra parte (Drinking Coffee Elsewhere) di ZZ Packer
  - A Distant Shore di Caryl Phillips
  - Quell'anno a scuola (Old School) di Tobias Wolff
- 2005: War Trash di Ha Jin
  - The Green Lantern di Jerome Charyn
  - The Dew Breaker di Edwidge Danticat
  - Gilead di Marilynne Robinson
  - Prisoners of War di Steve Yarbrough
- 2006: La marcia (The March) di E. L. Doctorow
  - A Sudden Country di Karen Fisher
  - I Got Somebody in Staunton di William Henry Lewis
  - Last Night di James Salter
  - Il Palazzo dei Crisantemi (The Chrysanthemum Place) di Bruce Wagner
- 2007: Everyman di Philip Roth
  - Il museo dei pesci morti (The Dead Fish Museum) di Charles D'Ambrosio
  - Il crepuscolo dei supereroi (Twilight of the Superheroes) di Deborah Eisenberg
  - Ragioni per vivere: tutti i racconti (The Collected Stories of Amy Hempel) di Amy Hempel
  - Tutti i figli della zia Agar (All Aunt Hagar's Children) di Edward P. Jones
- 2008: Il grande uomo (The Great Man) di Kate Christensen
  - The Maytrees di Annie Dillard
  - Il matematico indiano (The Indian Clerk) di David Leavitt
  - The Gateway: Stories di T. M. McNally
  - Chemistry and Other Stories di Ron Rash
- 2009: La città invincibile (Netherland) di Joseph O'Neill
  - Ms. Hempel Chronicles di Sarah Shun-Lien Bynum
  - A Person of Interest di Susan Choi
  - La vita facile (Lush Life) di Richard Price
  - Serena di Ron Rash

### Anni 2010-2019
- 2010: Danze di guerra (War Dances) di Sherman Alexie
  - Un mondo altrove (The Lacuna) di Barbara Kingsolver
  - Homicide Survivors Picnic and Other Stories di Lorraine M. Lopez
  - Oltre le scale (A Gate at the Stairs) di Lorrie Moore
  - Sag Harbor di Colson Whitehead
- 2011: The Collected Stories of Deborah Eisenberg di Deborah Eisenberg
  - Il tempo è un bastardo (A Visit From the Goon Squad) di Jennifer Egan
  - L'ultimo giorno di gloria (Lord of Misrule) di Jaimy Gordon
  - Model Home di Eric Puchner
  - Aliens in the Prime of Their Lives di Brad Watson
- 2012: Venivamo tutte per mare (The Buddha in the Attic) di Julie Otsuka
  - La memoria perduta della pelle (Lost Memory of Skin) di Russell Banks
  - L'angelo Esmeralda (The Angel Esmeralda: Nine Stories) di Don DeLillo
  - L'artista della sparizione (The Artist of Disappearance) di Anita Desai
  - We Others: New and Selected Stories di Steven Millhauser
- 2013: Tutto inizia e finisce al Kentucky club (Everything Begins and Ends at the Kentucky Club) di Benjamin Alire Sáenz
  - Threats di Amelia Gray
  - Kind One di Laird Hunt
  - Hold It 'Til It Hurts di T. Geronimo Johnson
  - Watergate di Thomas Mallon
- 2014: Siamo tutti completamente fuori di noi (We Are All Completely Beside Ourselves) di Karen Joy Fowler
  - Di notte camminiamo in tondo (At Night We Walk in Circles) di Daniel Alarcón
  - Percival Everett di Virgil Russell di Percival Everett
  - Fools di Joan Silber
  - Search Party: Stories of Rescue di Valerie Trueblood
- 2015: Preparativi per la prossima vita (Preparation for the Next Life) di Atticus Lish
  - Song of the Shank di Jeffery Renard Allen
  - Le ragazze rubate (Prayers for the Stolen) di Jennifer Clement
  - Stazione undici (Station Eleven) di Emily St. John Mandel
  - Sembrava una felicità (Dept. of Speculation) di Jenny Offill
- 2016: Ultima fermata Delicious (Delicious Food) di James Hannaham
  - Mr. and Mrs. Doctor di Julie Iromuanya
  - Il simpatizzante (The Sympathizer) di Viet Thanh Nguyen
  - Mendocino Fire: Stories di Elizabeth Tallent
  - The Water Museum: Stories di Luís Alberto Urrea
- 2017: Siamo noi i sognatori  (Behold the Dreamers) di Imbolo Mbue
  - After Disasters di Viet Dinh
  - LaRose di Louise Erdrich
  - Tutto ciò che ti appartiene (What Belongs to You) di Garth Greenwell
  - Your Heart is a Muscle the Size of a Fist di Sunil Yapa
- 2018: Tutte le conseguenze (Improvement) di Joan Silber
  - Il falco (In the Distance) di Hernan Diaz
  - The Dark Dark di Samantha Hunt
  - The Tower of the Antilles di Achy Obejas
  - Sing, Unburied, Sing di Jesmyn Ward
- 2019: Call me Zebra di Azareen Van der Vliet Oloomi
  - Tomb of the Unknown Racist di Blanche McCrary Boyd
  - Il sussurro del mondo (The Overstory) di Richard Powers
  - Love War Stories di Ivelisse Rodriguez
  - Io sarò qualcuno (Don’t Skip Out on Me) di Willy Vlautin

### Anni 2020-2029
- 2020: I mostri del mare (Sea Monsters) di Chloe Aridjis[2]
  - Dove le ragioni finiscono (Where Reasons End) di Yiyun Li
  - The Night Swimmers di Peter Rock
  - We Cast a Shadow di Maurice Carlos Ruffin
  - Brevemente risplendiamo sulla terra (On Earth We're Briefly Gorgeous) di Ocean Vuong
- 2021: La vita segreta delle ragazze di chiesa (The Secret Lives of Church Ladies) di Deesha Philyaw[3]
  - Disappear Doppelgänger Disappear di Matthew Salesses
  - La nostra furiosa amicizia (The Knockout Queen) di Rufi Thorpe
  - Mother Daughter Widow Wife di Robin Wasserman
  - Scattered Lights di Steve Wiegenstein
- 2022: Il lato sbagliato del telescopio (The Wrong End of the Telescope) di Rabih Alameddine[4]
  - Radiant Fugitives di Nawaaz Ahmed
  - The President and the Frog di Carolina De Robertis
  - Dear Miss Metropolitan di Carolyn Ferrell
  - How Beautiful We Were di Imbolo Mbue
- 2023: Il libro dell'oca (The Book of Goose) di Yiyun Li[5]
  - If I Survive You di Jonathan Escoffery
  - Fruiting Bodies di Kathryn Harlan
  - The Islands di Dionne Irving
  - How Beautiful We Were di Imbolo Mbue
- 2024: Cos'è successo a Ruthy Ramirez? (What Happened to Ruthy Ramirez) di Claire Jimenez[6]
  - Witness di Jamel Brinkley
  - Open Throat di Henry Hoke
  - Absolution di Alice McDermott
  - Users di Colin Winnette
- 2025: Small Rain di Garth Greenwell[7]
  - James di Percival Everett
  - Colored Television di Danzy Senna
  - Ghostroots di Pemi Aguda
  - Behind You Is the Sea di Susan Muaddi Darraj